# Montañas Roosvelt
La cordillera Roosevelt o montañas Roosvelt es una cadena montañosa en el norte de Groenlandia. Administrativamente, esta cordillera es parte del Parque Nacional del Noreste de Groenlandia. Su pico más alto es el punto más alto de Peary Land.
Situada a aproximadamente 720 kilómetros (447,4 millas) del Polo Norte, la cordillera Roosevelt representa la cadena montañosa más al norte del planeta.

## Historia
La cadena montañosa recibió el nombre de Robert Peary en honor al presidente estadounidense Theodore Roosevelt, quien se convertiría en uno de los principales impulsores de la expedición al Ártico de Peary en 1905.
Durante la primera mitad del siglo XX, la cordillera estuvo bastante inexplorada, a excepción del mapeo desde la costa en 1907 de la cordillera Daly por Johan Peter Koch, Aage Bertelsen y Tobias Gabrielsen, el equipo del norte de la desafortunada expedición a Dinamarca, así como los reconocimientos aéreos y el mapeo iniciados por Lauge Koch en la década de 1920.
En 1953, un grupo de investigadores geológicos atravesó la cordillera utilizando el paso Polkorridoren, conectando el fiordo Frigg con el fiordo Sands.
El pico más alto, Helvetia Tinde, fue escalado por primera vez en 1969 por miembros de una expedición de los Servicios Conjuntos Británicos durante un estudio topográfico y geológico de la parte norte de Peary Land. La segunda ascensión a la cumbre se realizó en 1996. Expediciones posteriores también fueron a las estribaciones septentrionales de la cordillera, no lejos del cabo Morris Jesup, y buscaron identificar y escalar la "montaña más septentrional de la Tierra".

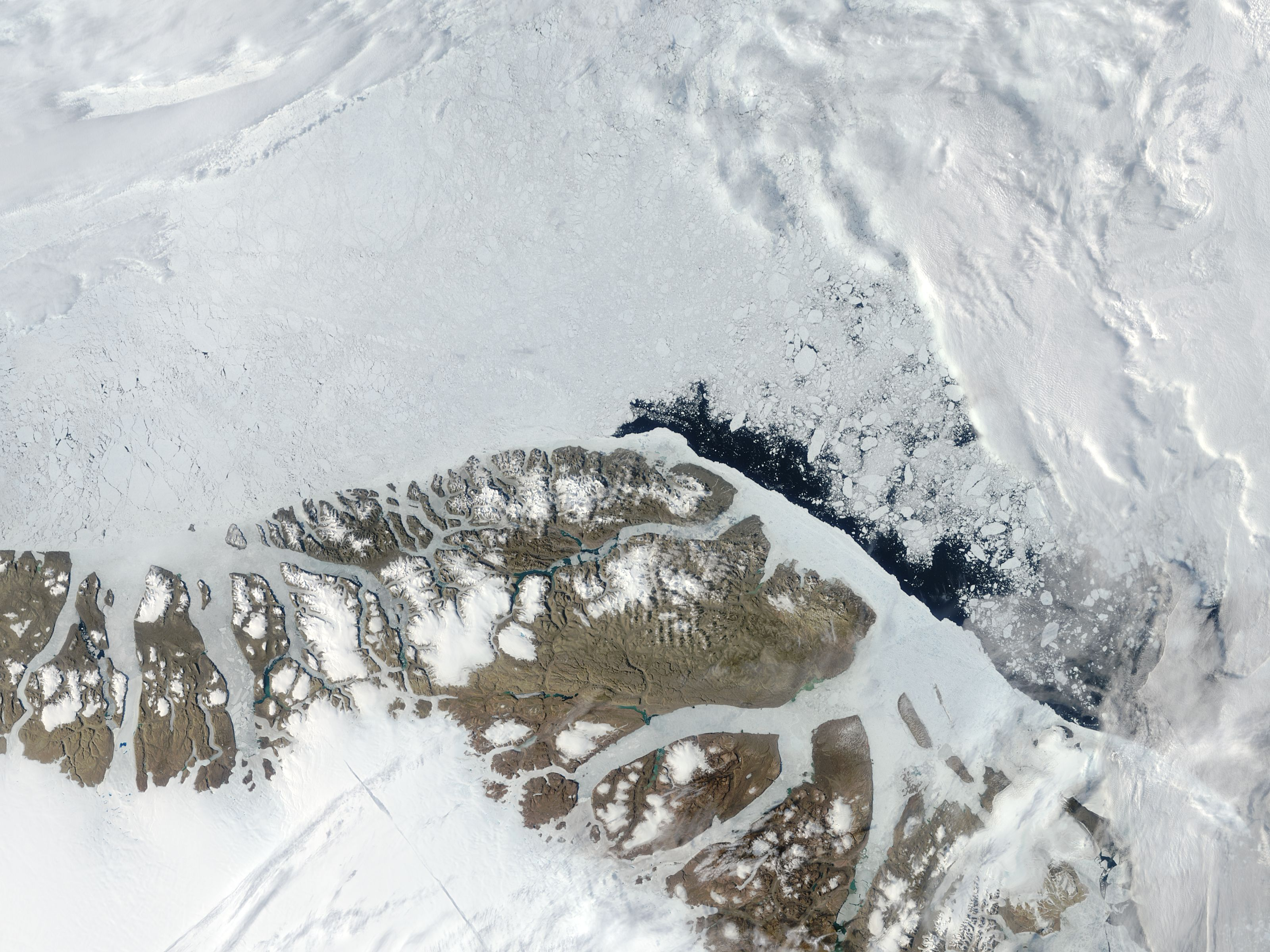
Imagen satelital del extremo norte de Groenlandia

## Geografía
La cordillera Roosevelt tiene una extensión de hasta 1929 m (2109,6 yd) alta cadena montañosa en el norte de Peary Land, formada por montañas de tipo alpino. La topografía de las montañas está profundamente erosionada, con crestas afiladas y dentadas y acantilados escarpados. La zona de la cordillera está deshabitada.
Debido a la continuidad estructural de las montañas entre la Tierra de Johannes V. Jensen, al este, y la Tierra de Nansen, al oeste, el geólogo estadounidense William E. Davies denominó a la cordillera más amplia "Alpes Nansen-Jensen" en un trabajo que publicó en 1972. La cordillera Roosevelt sería, por tanto, una subrango de una cadena montañosa más amplia con sus estribaciones más occidentales en la Tierra de Nansen, extendiéndose hasta la Tierra de Johannes V. Jensen en el este.
La cordillera Roosevelt propiamente dicha se eleva en la Tierra de Roosevelt en el oeste y se extiende hacia el este a través de la Tierra de Gertrud Rask, al norte de un valle entre las cabeceras del fiordo Harder en el oeste y el fiordo Frigg en el este. Se extiende hacia el este en la Tierra de Johannes V. Jensen, al norte del fiordo Frederick E. Hyde, más allá del Polkorridoren (corredor polar), un paso de montaña que conecta dos valles glaciares que corren de norte a sur entre las cabeceras del fiordo Sands al norte y el fiordo Frigg al sur. Sus subdivisiones más orientales casi llegan al extremo oriental del norte de Peary Land. La zona cercana a la costa del mar de Lincoln, al suroeste del cabo Morris Jesup, se conoce como Ulvebakkerne (Wolf Hills).

### Picos
Aparte de su punto más alto, Helvetia Tinde, no muchos picos de la cordillera Roosevelt han recibido nombre. Otras montañas relevantes de la cordillera son Paradisfjeld y Mary Peary Peaks (Mary Peary Tinder), ubicados al este del Corredor Polar en una posición aproximadamente central, así como Birgit Koch Peaks (Birgit Koch Tinder) y Rink Mountain (Rink Bjerg), un poco más al este.

### Subrangos
La cordillera HH Benedict (HH Benedict Bjerge), cuyo punto más alto es Stjernebannertinde, y la cordillera Daly (Daly Bjerge), ambas situadas en el extremo oriental de la Tierra de Johannes V. Jensen, son subcordilleras de la cordillera Roosevelt.

### Glaciares
Los valles entre las montañas están llenos de glaciares o campos de hielo, ninguno de los cuales es muy grande. Al igual que otras características de esta cordillera, muchos glaciares no tienen nombre.
- Glaciar Thomas (Groenlandia)
- Glaciar Cuervo
- A. Glaciar Harmsworth
- Glaciar Modvind
- Glaciar del norte
- Glaciar Syd
- Glaciar Malcantone
- Glaciar Nysne
- Glaciar Sif
- Glaciar Borup
- Glaciar Moore
- Glaciar Ydun
- Glaciar Bertelsen

## Geología
La cordillera Roosevelt forma la subregión norte de la orogenia Innuitiana. Es parte del cinturón plegable de Caledonia que se extiende hacia el este desde el norte de la Isla de Ellesmere. Las edades de las rocas en el área de distribución van desde el Precámbrico hasta el Silúrico Superior, con mármoles de baja calidad, psammitas, areniscas, lutitas, cuarcitas y lutitas.